# يونس خان
يُونُس خان بن أُويس بن شيرعلي الجنكيزي (بالأويغوريَّة: يۇنۇس خان؛ بالمغوليَّة: ᠶᠠᠨᠦᠰᠬᠠᠭᠠᠨ) هو أحد خوانين مغولستان. حكم بلاده مُنذُ سنة 1462م حتَّى وفاته سنة 1487م. اشتهر يُونُس خان عند الكثير من المُؤرِّخين الصينيين الذين عاصروه بـ«الحاج علي» أو «حاجي علي» (بالصينية: 哈只阿力)، وظهر اسمه مُدوَّنًا بهذا الشكل في الوثائق الحُكوميَّة الصينيَّة. هو جد السُلطان ظهير الدين بابُر، مُؤسس سلطنة مغول الهند، لأُمِّه.
كان يُونُس خان سليل القائد المغولي الشهير جنكيز خان، عبر ولده جغتاي.

### ثبت المراجع (مُرتَّبة حسب تاريخ النشر)
- Rossabi, Morris (1976), "Ḥājjī `Ali", In Godrich, L. Carrington; Fang, Chaoying (eds.), Dictionary of Ming Biography, 1368–1644. Volume I (A-L) (بالإنجليزية), Columbia University Press, ISBN:0-231-03801-1, Archived from the original on 2023-10-29{{استشهاد}}:  صيانة الاستشهاد: ref duplicates default (link)
- Rossabi, Morris (2014). From Yuan to Modern China and Mongolia: The Writings of Morris Rossabi (بالإنجليزية). BRILL. ISBN:978-90-04-28529-3. Archived from the original on 2023-02-06.{{استشهاد بكتاب}}:  صيانة الاستشهاد: ref duplicates default (link)